# Stetten (Isen)
Stetten ist ein Gemeindeteil des Marktes Isen im oberbayerischen Landkreis Erding. 

## Lage und Bevölkerung
Die Einöde Stetten liegt fünf Kilometer südöstlich des Isener Marktplatzes in der Gemarkung Schnaupping. Bei der Volkszählung von 1970 lebten dort vier Einwohner. Im Jahr 1987 war das dortige Wohngebäude unbewohnt.

## Denkmalschutz
Das Wohnstallhaus des ehemaligen Parallelhofes (Stetten 1) ist ein zweigeschossiger flacher Satteldachbau mit verputztem Blockbau-Obergeschoss und Bundwerk über dem Stall aus dem zweiten Viertel des 19. Jahrhunderts. Er steht unter Denkmalschutz und ist in der Liste der Baudenkmäler in Isen aufgeführt.